# Mestre Curió
Mestre Curió, nome de capoeira de Jaime Martins dos Santos, é um mestre de capoeira nascido em 23 de janeiro de 1937, em uma família de capoeiristas da Paraíba. Foi discípulo de mestre Pastinha. É reconhecido como um dos guardiões das tradições e saberes da Capoeira Angola e, por tal contribuição, foi agraciado pela Assembleia Legislativa da Bahia com o título de Cidadão Baiano em 2024. Sua família também tem grandes representantes da Capoeira Angola: o avô Pedro Virício (Curió Grande), o pai José Martins dos Santos (Malvadeza) e a mãe Maria Bispo.
Fundou a Escola de Capoeira Angola Irmãos Gêmeos (ECAIG) na década de 1960 no município baiano de Alagoinhas. Mas fez o registro legal apenas em 7 de janeiro de 1982. E ainda mantém unidades em Salvador no Centro Histórico (Rua Gregório de Mattos) e Santo Antônio (Forte da Capoeira), mas também já funcionou em São Caetano (Baixa do Dique), no Clube da Guarda Civil, na Baixa dos Sapateiros, na Associação dos Artesãos no Pelourinho.